# Première bataille de Brega
Guerre civile libyenne
Batailles
- 1re Benghazi
- El Beïda
- Derna
- 1re Tripoli
- Misrata
- 1re Zaouïa
- Djebel Nefoussa (1re Dehiba
- 2e Dehiba
- Gharyan)
- 1re Brega
- 1re Ras Lanouf
- 1re Ben Jawad
- 2e Ras Lanouf
- 2e Brega
- 1re Ajdabiya
- 2e Benghazi
- 2e Ajdabiya
- 1re golfe de Syrte
- 3e Brega
- Al Jawf
- Front de Misrata (Zliten
- Tawarga
- 2e Zaouïa
- 4e Brega
- Fezzan
- Birak)
- 5e Brega
- 3e Zaouïa
- 2e Tripoli
- 2e Sebha
- 2e golfe de Syrte (Syrte)
- Offensive de Bani Walid (Tarhounah - Bani Walid)

- Intervention militaire de l’OTAN
- Opération Ellamy (Royaume-Uni)
- Opération Harmattan (France)
- Opération Odyssey Dawn (États-Unis)
- Opération Mobile (Canada)

La première bataille de Brega est un affrontement de la guerre civile libyenne de 2011.

## Déroulement
Marsa El Brega est un important terminal pétrolier. Kadhafi charge son fils Saïf al-Islam Kadhafi de reprendre ce port où se trouve aussi un aéroport. Pour les rebelles ce port est une position stratégique car c'est le seul terminal pétrolier qu'ils contrôlent avec ceux de l'Est. Suleiman Mahmoud est chargé de défendre Marsa El Brega. Dans le début de l'après-midi le terminal pétrolier et l'aéroport est pris brièvement par l'avant-garde de Saïf al-Islam Kadhafi mais les rebelles contre-attaquent et repoussent les hommes de Kadhafi à l'extérieur de la ville. La ville est soumise pendant le reste de la journée à des bombardements de l'aviation du colonel Kadhafi, notamment des Soko G-2 Galeb. Le lendemain Saïf al-Islam Kadhafi bombarde la ville et après de courts combats dans l'Ouest de la ville les pro-kadhafistes reculent et partent  dans l'après-midi en laissant de nombreux morts.

## Vidéographie
- [vidéo] Libye, la bataille de Brega (version longue partie 1), France 24, 25 mars 2011.